# T. Rex (groupe)
Pour les articles homonymes, voir T-Rex.
T. Rex est un groupe de rock anglais, formé à Londres en 1967 par le chanteur, guitariste et compositeur Marc Bolan. Initialement connus sous le nom de Tyrannosaurus Rex, ils raccourcissent leur nom en 1970 pour coïncider avec un changement de style dans leur musique : ils passent d'un folk expérimental à un rock plus électrique qui va tout de suite séduire un public plus large. Avec les morceaux Ride a White Swan, Hot Love, Get It On et Metal Guru, T. Rex se hisse en tête des ventes au Royaume-Uni et annonce l'avènement du glam rock.
Les albums Electric Warrior et The Slider, parus respectivement en 1971 et 1972, rencontrent un succès de masse : la T. Rexmania devient le premier phénomène musical à atteindre une telle ampleur au Royaume-Uni depuis la séparation des Beatles. Marc Bolan meurt le 16 septembre 1977 dans un accident de voiture à Londres, ce qui marque la fin de l'aventure T. Rex. 

## Historique

### Formation et folk psychédélique
Le groupe se forme autour de Marc Bolan en août 1967. Il ne joue qu'une seule fois en quatuor, à l'Electric Garden (en) de Covent Garden (Londres) avant de se dissoudre peu de temps après. Bolan garde cependant avec lui le percussionniste Steve Peregrin Took. Tyrannosaurus Rex se produit ensuite en duo, jouant une musique folk avec des paroles s'inspirant de la mythologie de Tolkien.
La combinaison de la guitare acoustique de Bolan et de ses gémissements félins avec les tablas de Steve Took leur permet de s'installer dans la scène underground alors en pleine effervescence. L'animateur de la BBC John Peel se lie d'amitié avec le groupe et les emmène assister à des concerts. Peel apparaitra plus tard sur la chanson Romany Soup en 1969, lisant un texte écrit par Bolan. Un autre collaborateur clef du groupe est le producteur Tony Visconti, qui supervise la majorité de leurs albums. Celui-ci compose des arrangements de cordes qui donnent un climat particulier aux morceaux. Un changement de personnel survient après une tournée américaine ratée et avant l'enregistrement de A Beard of Stars : Took est remplacé par un nouveau percussionniste, Mickey Finn.

### Glam rock et succès

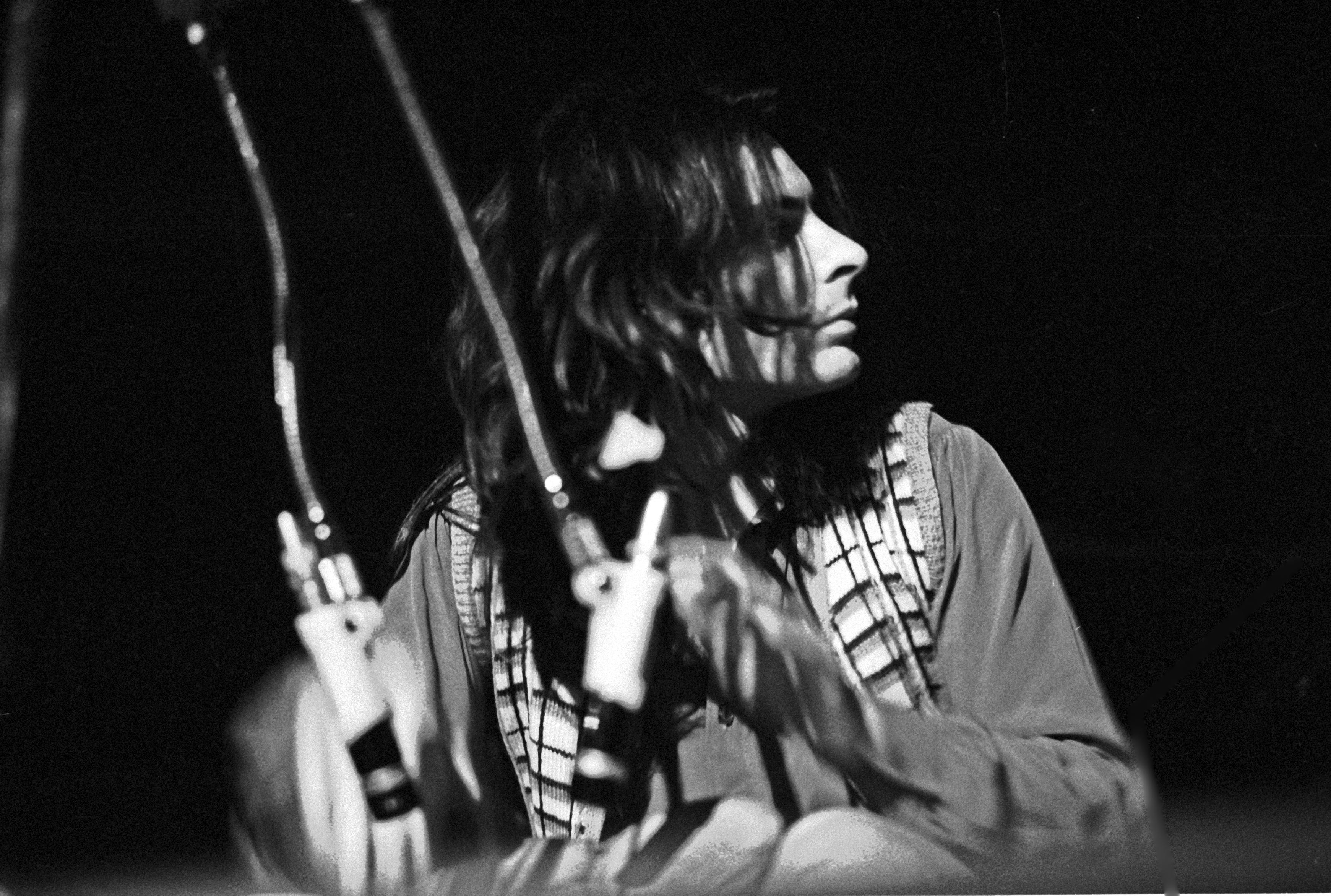
Mickey Finn en février 1973.

En 1970, Bolan et Finn, rejoints par le batteur Bill Legend et le bassiste Steve Currie, enregistrent désormais sous le nom T. Rex. Ils jouent une musique plus pop, susceptible de drainer un public plus large. Le hit-single Ride a White Swan montre cette nouvelle voie musicale. L'album T. Rex marque un net changement avec des titres plus électriques comme Jewel. C'est avec l'album Electric Warrior, publié en 1971, que T-Rex devient un phénomène culturel en Angleterre rappelant le succès des Beatles quelques années plus tôt. La chanson Cosmic Dancer sera reprise par la suite par l'ex-chanteur des Smiths, Morrissey puis Nick Cave.
En 1972, à la suite d'un différend avec sa maison de disques, Bolan décide de sortir la compilation Bolan Boogie qui regroupe une sélection de titres de Tyrannosaurus Rex et T. Rex, comportant notamment des faces B chères au chanteur comme la reprise de Summertime Blues d'Eddie Cochran. La même année, The Slider réitère le succès grâce au single Metal Guru qui atteint la première place des charts anglais. Le point culminant de la tournée qui suit se déroule à Londres, à la Wembley Pool : le concert est capté sur pellicule par Ringo Starr pour la vidéo Born to Boogie.
Après un nouveau succès remporté avec le titre 20th Century Boy, Marc Bolan se remet en question. L'envie de percer aux États-Unis le pousse à amorcer un tournant artistique avec le recours à des chœurs soul, assurés par des choristes américaines. Marc Bolan veut étoffer le son de T. Rex, car les Américains sont réticents au glam rock. L'album Tanx bénéficie de bonnes critiques et est un succès commercial en Europe et en Grande Bretagne,, mais le public américain ne lui réserve pas l'accueil escompté. La tournée est couverte par les médias locaux, mais T. Rex n'arrive pas à s'imposer aux États-Unis.

### Dernières années
Après quelques disques moins audacieux selon les journalistes, Bolan retrouve un certain élan en 1975 avec le single Dreamy Lady, accompagné d'une vidéo où il apparaît avec un look évoquant avec des années d'avance celui de Siouxsie Sioux,, une chanteuse qui reprendra plus tard avec son groupe Siouxsie and the Banshees, le titre 20th Century Boy. Avec l'avènement du punk dès 1976, Bolan connaît un regain d'intérêt mais un an plus tard, il meurt dans un accident de voiture. Le groupe disparaît avec lui.

## Postérité
Des décennies plus tard, T. Rex séduit un nouveau public avec le film Billy Elliot, dans lequel les personnages principaux écoutent en boucle les disques du groupe. Le manga 20th Century Boys de Naoki Urasawa, tire aussi son nom de leur chanson. En 2014, T. Rex est mis à l'honneur dans le film Dallas Buyers Club de Jean-Marc Vallée, dans lequel le personnage de Rayon vit entouré de photos de Marc Bolan. Les chansons Life is Strange et Main Man sont utilisées tout au long du film.
Dans le film Leto de Kirill Serebrennikov, le personnage de Mike Naoumenko fait plusieurs fois référence à T. Rex et à son chanteur Bolan. La chanson Broken Hearted Blues de l'album Tanx est utilisée dans la bande annonce du film.

## Membres

### Liste
- Marc Bolan † : chant, guitare solo, guitare rythmique (1967-1977) (mort le 30 septembre 1977)
- Steve Peregrin Took † : percussions, chœurs (1967-1969) (mort le 27 octobre 1980)
- Mickey Finn † : percussions, chœurs (1969-1975) (mort le 11 janvier 2003)
- Steve Currie † : basse (1970-1976) (mort le 28 avril 1981)
- Bill Legend : batterie (1971-1973)
- Gloria Jones : claviers, chœurs (1973-1976)
- Jack Green : guitare solo (1973)
- Dino Dines (en) : claviers (1974-1977)
- Paul Fenton : batterie, percussions (1973-1974)
- Davey Lutton : batterie, percussions (1974-1976)
- Miller Anderson : guitare solo (1976-1977)
- Herbie Flowers : basse (1976-1977)
- Tony Newman : batterie, percussions (1976-1977)

## Discographie

### Tyrannosaurus Rex
- 1968 : My People Were Fair and Had Sky in Their Hair... But Now They're Content to Wear Stars on Their Brows (Regal Zonophone)
- 1968 : Prophets, Seers & Sages: The Angels of the Ages (Regal Zonophone)
- 1969 : Unicorn (Regal Zonophone)
- 1970 : A Beard of Stars (Regal Zonophone)

### T. Rex
- 1970 : T. Rex (Fly)
- 1971 : Electric Warrior (Fly)
- 1972 : The Slider (T. Rex Wax Company)
- 1973 : Tanx (T. Rex Wax Company)
- 1974 : Zinc Alloy and the Hidden Riders of Tomorrow (T. Rex Wax Company)
- 1975 : Bolan's Zip Gun (T. Rex Wax Company)
- 1976 : Futuristic Dragon (T. Rex Wax Company)
- 1977 : Dandy in the Underworld (T. Rex Wax Company)